# Charagauli (gmina)
Gmina Charagauli (gruz. ხარაგაულის მუნიციპალიტეტი) – jednostka administracyjna Imeretii w Gruzji. Siedzibą gminy jest osiedle typu miejskiego Ckaltubo. 

## Położenie
Gmina położona jest we wschodniej części Imeretii, a jednocześnie w centralnej części Gruzji.

## Ludność
Na podstawie danych statystycznych z 2024 roku gminę Charagauli zamieszkuje 17 900 osób. 